# Bezirk Dąbrowa

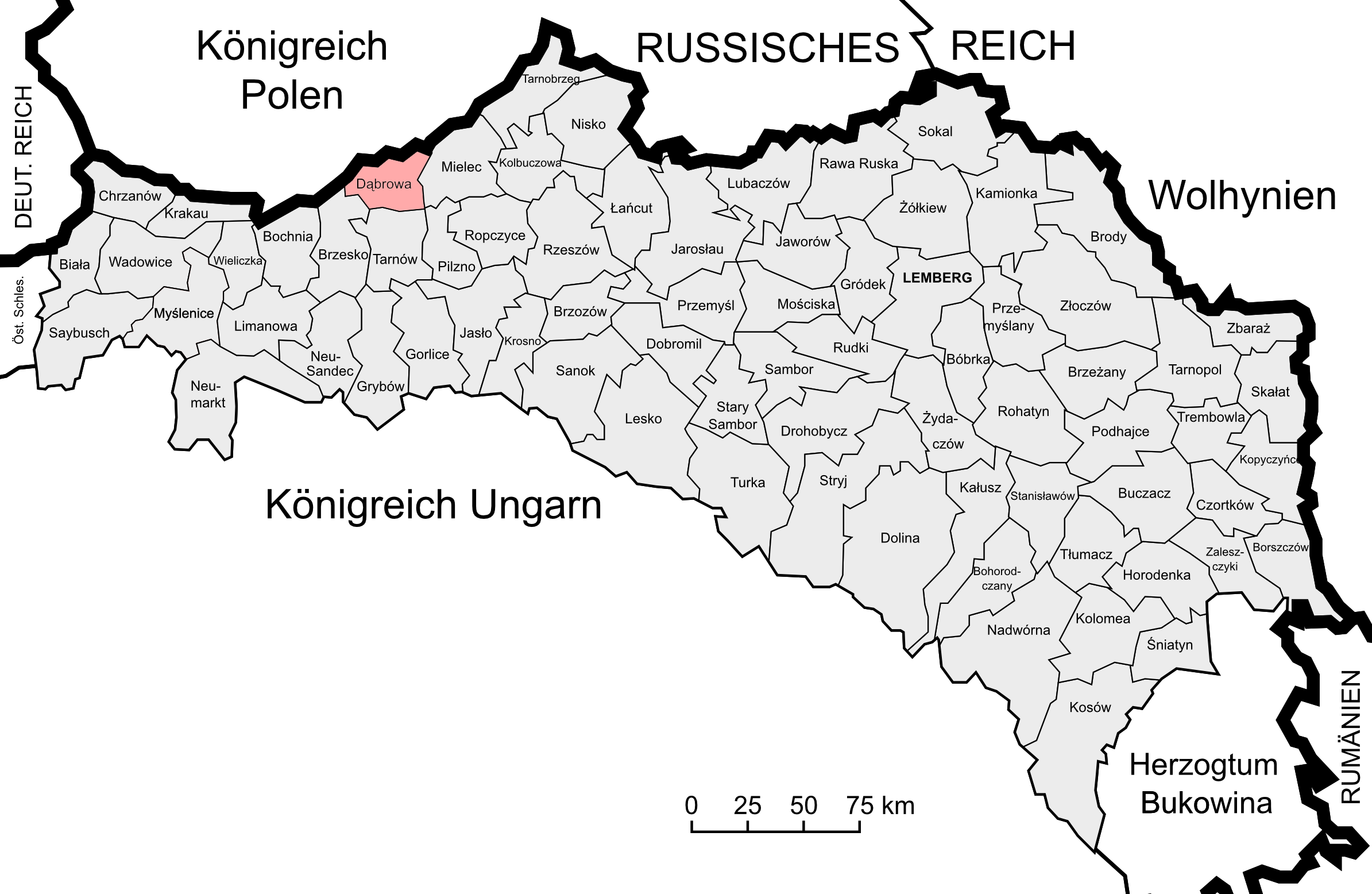
Lage des Bezirks Dąbrowa im Kronland Galizien und Lodomerien

Der Bezirk Dąbrowa (älter auch Bezirk Dombrowa) war ein politischer Bezirk im Kronland Galizien und Lodomerien. Sein Gebiet umfasste Teile Westgaliziens im heutigen Polen (Powiat Dąbrowa), Sitz der Bezirkshauptmannschaft war der Markt Dąbrowa. Nach dem Ersten Weltkrieg musste Österreich den gesamten Bezirk an Polen abtreten, hier sind große Teile heute im Powiat Dąbrowski zu finden.
Er grenzte im Norden an das Russische Kaiserreich, im Osten an den Bezirk Mielec, im Süden an den Bezirk Tarnów sowie im Südwesten an den Bezirk Brzesko.

## Geschichte
Ein Vorläufer des späteren Bezirks (Verwaltungs- und Justizbehörde zugleich) wurde zum Ende des Jahres 1850 geschaffen, die Bezirkshauptmannschaft Dombrowa war dem Regierungsgebiet Krakau unterstellt und umfasste folgende Gerichtsbezirke:
- Gerichtsbezirk Dombrowa
- Gerichtsbezirk Żabno

Nach der Kundmachung im Jahre 1854 kam es am 29. September 1855 zur Einrichtung des Bezirksamtes Dombrowa (weiterhin für Verwaltung und Gerichtsbarkeit zuständig) innerhalb des Kreises Tarnów.
Nachdem die Kreisämter Ende Oktober 1865 abgeschafft wurden und deren Kompetenzen auf die Bezirksämter übergingen, schuf man nach dem Österreichisch-Ungarischen Ausgleich 1867 auch die Einteilung des Landes in zwei Verwaltungsgebiete ab. Zudem kam es im Zuge der Trennung der politischen von der judikativen Verwaltung zur Schaffung von getrennten Verwaltungs- und Justizbehörden. Während die gerichtliche Einteilung weitgehend unberührt blieb, fasste man Gemeinden mehrerer Gerichtsbezirke zu Verwaltungsbezirken zusammen. 
Der neue politische Bezirk Dąbrowa (damals Bezirk Dombrowa) wurde aus folgenden Bezirken gebildet:
- Bezirk Dombrowa (mit 42 Gemeinden)
- Bezirk Żabno (mit 56 Gemeinden)
- Teilen des Bezirks Zassów (Gemeinde Słupiec)

Der Bezirk Dąbrowa bestand bei der Volkszählung 1910 aus 112 Gemeinden sowie 78 Gutsgebieten und umfasste eine Fläche von 650 km². Hatte die Bevölkerung 1900 noch 68.730 Menschen umfasst, so lebten hier 1910 69.119 Menschen. Auf dem Gebiet lebten dabei mehrheitlich Menschen mit polnischer Umgangssprache (99,5 %) und römisch-katholischem Glauben, Juden machten rund 8 % der Bevölkerung aus.

## Ortschaften
Auf dem Gebiet des Bezirks bestand 1900 Bezirksgerichte in Dąbrowa und Żabno, diesen waren folgende Orte zugeordnet:
Gerichtsbezirk Dąbrowa:
- Bagienica
- Bolesław
- Borki
- Brnik
- Brzezówka
- Ćwików
- Markt Dąbrowa
- Dąbrowica
- Dąbrówki Breńskie
- Dalastowice
- Grądy bestehend aus den Ortsteilen Bór Grądzki und Grądy
- Gruszów Mały
- Gruszów Wielki
- Kanna
- Kupienin
- Kuzie
- Laskówka Dalastowska
- Łęka Szczucińska
- Łęka Żabiecka
- Lipiny
- Luszowice
- Małec
- Maniów
- Mędrzechów
- Nieczajna
- Odment
- Oleśnica
- Olesno
- Pawłów
- Podborze
- Podkościele
- Radgoszcz
- Radwan
- Ruda-Zazamcze
- Samocice bestehend aus den Ortsteilen Łęka Samocka und Samocice
- Skrzynka
- Słupiec
- Smęgorzów
- Smyków Mały
- Smyków Wielki
- Strojców
- Suchy Grunt
- Swarzów
- Świdrówka
- Świebodzin bestehend aus den Ortsteilen Kozierówka und Świebodzin
- Szarwark
- Markt Szczuczin
- Tonie (Tonia) bestehend aus den Ortsteilen Błonie, Brzeźnica und Tonie
- Wielopole bestehend aus den Ortsteilen Bobrek, Borek, Bucze, Wielopole und Zadycz
- Wójcina
- Wola Szczucińska
- Wulka Grądzka
- Wulka Mędzrzechowska
- Zabrnie
- Załuże
- Żdżary

Gerichtsbezirk Żabno:
- Adamierz
- Bieniaszowice
- Biskupice
- Borusowa
- Chorążec
- Czyżów
- Dąbrówka Gorzycka
- Demblin
- Goruszów
- Gorzyce
- Gręboszów
- Hubenice
- Jadowniki Mokre
- Jagodniki
- Janikowice
- Karsy
- Kłyż
- Konary
- Kozłów
- Laskówka Chorązka
- Lubiczko
- Miechowice Małe
- Miechowice Wielkie
- Nieciecza
- Nowopole
- Odporyszów
- Otfinów
- Pałuszyce
- Pasieka Otfinowska bestehend aus den Ortsteilen Bugaj und Pasieka Otfinowska
- Pierszyce
- Pilcza Żelichowska
- Podlesie Dębowe
- Podlipie
- Siedliszowice
- Sieradza bestehend aus den Ortsteilen Fiuk und Sieradza
- Sikorzyce
- Targowisko
- Ujście Jezuickie
- Wietrzychowice
- Wola Gręboszowska
- Wola Rogowska
- Wola Żelichowska
- Markt Żabno
- Zakirchale
- Zalipie
- Zawierzbie
- Żelazówka
- Żelichów